# Beg for You
«Beg for You» es una canción de la cantante y compositora inglesa Charli XCX con la cantante japonesa Rina Sawayama. Fue lanzada el 27 de enero de 2022 como el tercer sencillo del quinto álbum de estudio de XCX, Crash (2022). La canción contiene samples del sencillo de la cantante sueca September de 2006 «Cry for You» y de la canción «Don't Cry» del grupo de baile belga Milk Inc.

## Antecedentes
Charli XCX insinuó por primera vez una colaboración con Rina Sawayama en mayo de 2021 en un TikTok en vivo en el que discutió detalles sobre su próximo álbum Crash y reprodujo varios fragmentos de las próximas pistas del álbum, incluida una de 45 segundos de duración de su colaboración con Sawayama que en ese entonces no estaba titulada. En diciembre de 2021, se publicaron en Instagram capturas de pantalla de mensajes de texto entre XCX y Sawayama discutiendo una colaboración. El 21 de enero de 2022, Sawayama reveló el título del sencillo en su cuenta de TikTok. La canción se estrenó el 27 de enero de 2022 en BBC Radio 1.
En una entrevista con Entertainment Weekly, XCX habló sobre su inspiración detrás de «Beg for You». Ella dijo que «me parece una de esas canciones que suenan en el punto álgido de una fiesta en la que estás un poco [jodido], tal vez quieras llorar, pero también quieres bailar. Cuando estaba conduciendo a través de L.A. escuchando este ritmo por primera vez, sentí una verdadera sensación de euforia, pero también algo bastante nostálgico. Debido a que es un pulso de garage, me recordó a estar en casa en el Reino Unido, en una fiesta en casa con amigos a quienes conozco desde que tenía 12 años». Además, reveló que ella y Sawayama colaboraron por primera vez en una balada para el álbum de estudio Charli de XCX de 2019, pero la pista se descartó después de que Sawayama expresara su deseo de crear una pista pop en su lugar. La maqueta de la canción se presentó a XCX, quien «cambió algunas letras aquí y allá, y la cantó», y luego se la envió a Sawayama.

## Música y letra
«Beg for You» es una canción de UK garage que «evoca la dulzura del bubblegum del pop de principios de la década de 2000» y presenta un ritmo «evocador de la música house de los 90», riffs de piano «melancólicos» y un drop. El ritmo, junto con la melodía y el hook contienen samples del exitoso sencillo de la cantante sueca September «Cry for You». Líricamente, es un «mensaje de club y conmovedor para un amante que se va» en el que las cantantes «intercambian versos sobre la pérdida de sus respectivos amores cuando se van, recordando momentos íntimos cuando se han ido».

## Recepción crítica
«Beg for You» recibió elogios universales de los críticos musicales. Karen Gwee de NME la llamó «perfecta para un grito catártico en la pista de baile».  El escritor Shaad D'Souza de Paper la elogió como la «apoteosis de la tendencia [del renacimiento rave de la década de 2000]». MTV elogió a XCX y Sawayama por «convertir una explosión del pasado en un nuevo éxito de pista de baile». Jason Lipshutz de Billboard también tuvo una visión positiva de la canción y opinó que «sería difícil encontrar dos artistas en su género compartido con más personalidad en el micrófono, y cada uno de ellos deja una impresión duradera mientras enarbola una melodía prístina». «Beg for You» fue celebrada por Steffanee Wang de Nylon como «sobresaliente», una «joya brillante», «un éxito absoluto» e «infinitamente más deslumbrante y adictiva» en comparación con «Cry for You» de September. Consequence la seleccionó como su «Canción de la semana», y la citó como «una valiosa colaboración entre dos artistas que saben lo que la música pop necesita para pasar de buena a excelente». El uso del lanzamiento de un sample de «Cry for You», definido como «uno de [sus] armas secretas», también fue elogiado. Justin Curto de Vulture pensó que estaba «extremadamente bien ejecutado», Steffanee Wang consideró que la interpolación era «ingeniosa: mantén todas las mejores partes de la nostalgia y actualízalas lo suficiente para llevarlas a la nueva era».

## Video musical
Sawayama ha publicado adelantos detrás de escena para un video musical en TikTok. El video musical se lanzó más tarde el 11 de febrero de 2022.

## Posicionamiento en listas
| Listas (2021–2022)                                    | Mejor posición |
| ----------------------------------------------------- | -------------- |
| Eslovaquia (Rádio Top 100)                            | 39             |
| Estados Unidos (Billboard Hot Dance/Electronic Songs) | 10             |
| Europa (Billboard Euro Digital Song Sales)            | 8              |
| Irlanda (IRMA)                                        | 33             |
| (Billboard Global Excl. U.S.)                         | 195            |
| Nueva Zelanda (RMNZ Hot Singles)                      | 10             |
| Polonia (Polish Airplay Top 100)                      | 15             |
| Reino Unido (UK Singles)                              | 24             |

## Historial de lanzamiento
| Región | Fecha                 | Formato(s)                 | Versión            | Discográfica                  | Ref    |
| ------ | --------------------- | -------------------------- | ------------------ | ----------------------------- | ------ |
| Varios | 27 de enero de 2022   | Descarga digital streaming | Original           | Asylum Records Warner Records | [ 26 ] |
| Varios | 18 de febrero de 2022 | Descarga digital streaming | Remezcla de Pocket | Asylum Records Warner Records | [ 27 ] |
| Varios | 23 de febrero de 2022 | Descarga digital streaming | Remezcla de Vernon | Asylum Records Warner Records | [ 28 ] |